# Макув (гміна)
Гміна Макув (пол. Gmina Maków) — сільська гміна у центральній Польщі. Належить до Скерневицького повіту Лодзинського воєводства.
Станом на 31 грудня 2011 у гміні проживало 5975 осіб.

## Площа
Згідно з даними за 2007 рік площа гміни становила 82.97 км², у тому числі:
- орні землі: 67.00%
- ліси: 25.00%

Таким чином, площа гміни становить 10.97% площі повіту.

## Населення
Станом на 31 грудня 2011:
| Опис     | Загалом | Загалом | Чоловіки | Чоловіки | Жінки | Жінки |
| -------- | ------- | ------- | -------- | -------- | ----- | ----- |
| одиниця  | осіб    | %       | осіб     | %        | осіб  | %     |
| все      | 5975    | 100     | 2981     | 49.89    | 2994  | 50.11 |
| міське   | 0       | 100     | 0        |          | 0     |       |
| сільське | 5975    | 100     | 2981     | 49.89    | 2994  | 50.11 |

## Сусідні гміни
Гміна Макув межує з такими гмінами: Ґодзянув, Лишковіце, Ліпце-Реимонтовське, Скерневіце.